# James Dewar
Pour les articles homonymes, voir James Dewar (musicien).
Sir James Dewar (né le 20 septembre 1842 à Kincardine, Fife - mort le 27 mars 1923 à Londres) est un chimiste et physicien britannique.
Il est aujourd'hui essentiellement connu pour son invention du vase Dewar, qu'il a utilisé dans ses recherches sur la liquéfaction des gaz. Il s'est aussi beaucoup intéressé à la spectroscopie des atomes et des molécules, travaillant dans ce domaine pendant plus de 25 ans.

## Biographie
Son père est propriétaire d'un pub et d'un commerce de vin. Benjamin d'une fratrie de six garçons, James Dewar perd ses parents à l'âge de 15 ans. Il fait ses études à l'Université d'Édimbourg dont il sort diplômé. Il y travaille alors comme assistant de Lyon Playfair, avant de partir pour Gand travailler sous la direction de Friedrich Kekulé von Stradonitz. Il est nommé professeur à l'Université de Cambridge en 1875, puis membre de la Royal Institution en 1877 dont il prend la succession en 1887 à la suite de John Tyndall.
Ses travaux concernent notamment les produits d'oxydation de la nicotine, la transformation de quinoléine en aniline, les constantes physiques de l'hydrogène ainsi que les effets physiologiques de la lumière. Il propose incorrectement la structure chimique du benzène de Dewar pour le benzène. En revanche, il a participé avec Guglielmo Koerner à l'identification de la structure correcte de la pyridine.
En 1891, il met au point un procédé de production d'oxygène liquide à l'échelle industrielle. En 1893, il développe une bouteille isotherme, le vase Dewar ou plus simplement dewar, afin d'étudier les gaz à basses températures. En collaboration avec Henri Moissan, il parvient en 1897 à liquéfier le fluor et en 1898 l'hydrogène en utilisant un procédé "en cascade" fondé sur l'effet Joule-Thomson. Il effectue une démonstration de son procédé à l'occasion du centenaire de la Royal Institution en 1899. En 1898, il utilise notamment ce récipient pour transporter de l'hydrogène liquide. Cette même année, il annonce sa victoire dans la course à l'obtention de l'hélium liquide, pour laquelle il est en compétition avec Heike Kamerlingh Onnes et Karol Olszewski. Cependant, son annonce est prématurée, le liquide qu'il a produit et qu'il pense être de l'hélium est en fait une impureté de ce dernier (c'est finalement Onnes qui le premier obtiendra de l'hélium liquide en 1908). En 1905, il observe que le fusain refroidi permet de produire du vide, technique alors très utile pour les expériences dans le domaine de la physique atomique.
En collaboration avec Sir Frederick Augustus Abel, il a également mis au point un explosif connu sous le nom de cordite.
Un monument abrite ses cendres au columbarium de Golders Green à Londres.

## Distinctions
James Dewar est devenu membre de la Royal Society le 7 juin 1877, et anobli en 1904. Il fut lauréat de nombreuses distinctions parmi lesquelles :
- la médaille Rumford en 1894 pour ses travaux sur les propriétés de la matière aux basses températures ;
- la médaille d'or de Hodgkins de la Smithsonian Institution en 1899 ;
- la médaille Lavoisier de la Société chimique de France en 1904 (il fut le premier britannique à la recevoir) ;
- la médaille Matteucci en 1906 ;
- la Médaille Albert (en) en 1908 pour ses travaux sur la liquéfaction des gaz ;
- la médaille Davy en 1909 pour ses travaux sur les basses températures
- la médaille Copley en 1916 pour ses travaux sur la liquéfaction des gaz
- la médaille Franklin en 1919.

Le cratère Dewar (en) sur la face cachée de la Lune a été nommé en son honneur.